# Фесюры
Фесюры́ (укр. Фесюри) — село, входит в Белоцерковский район Киевской области Украины.
Население по переписи 2001 года составляло 236 человек. Телефонный код — 4563.

## Местный совет
09156, Киевская обл., Белоцерковский р-н, с. Фесюры, ул. Белоцерковская, 1а